# Wanli Education Group
Wanli Education Group (WEG) si trova nella città di Ningbo in Zhejiang provincia, nei pressi di Shanghai.

## Il Gruppo
Nel giugno 1993, WEG ha assunto una scuola ingegnere sull'orlo del fallimento e ha istituito una scuola internazionale la cui offerta spazia dalla scuola materna all'istruzione superiore.
In una decina d'anni, a causa di un rapido aumento della domanda, WEG ha raggiunto un livello di iscrizione di 24.000 studenti, con un personale docente e amministrativo di 2.100 persone.
Usando una superficie terrestre di 3000 mu (200 ettari), WEG costruito su una superficie di 1 milione di metri quadrati. Nel contesto delle riforme educative e politiche di modernizzazione, WEG sostiene di essere un istituto sperimentale che sta attuando un nuovo tipo di modello di gestione "incentrato sugli studenti". Dopo aver raggiunto un livello relativo di riconoscimento in materia di istruzione primaria e secondaria, WEG sta ora cercando di aggiornare la propria offerta di istruzione superiore, in particolare attraverso una joint-venture avviata nel 2004 con Università di Nottingham nel Regno Unito.
Al momento, l'offerta di istruzione superiore di WEG nella città di Ningbo è diviso tra i campus di lingua cinese e di lingua inglese che si trovano nello stesso quartiere di Yinzhou:
Zhejiang Wanli Institute (浙江万里学院)
Università di Nottingham Ningbo, Cina (UNNC)
A livello provinciale, WEG può essere confrontato con i gruppi di formazione simili come Hangzhou's Greentown (浙江绿城教育投资有限公司), che gestisce anche una vasta rete di scuole dalla materna alla scuola secondaria.